# ورزشگاه پرت اند ویتنی در رنتچلر فیلد

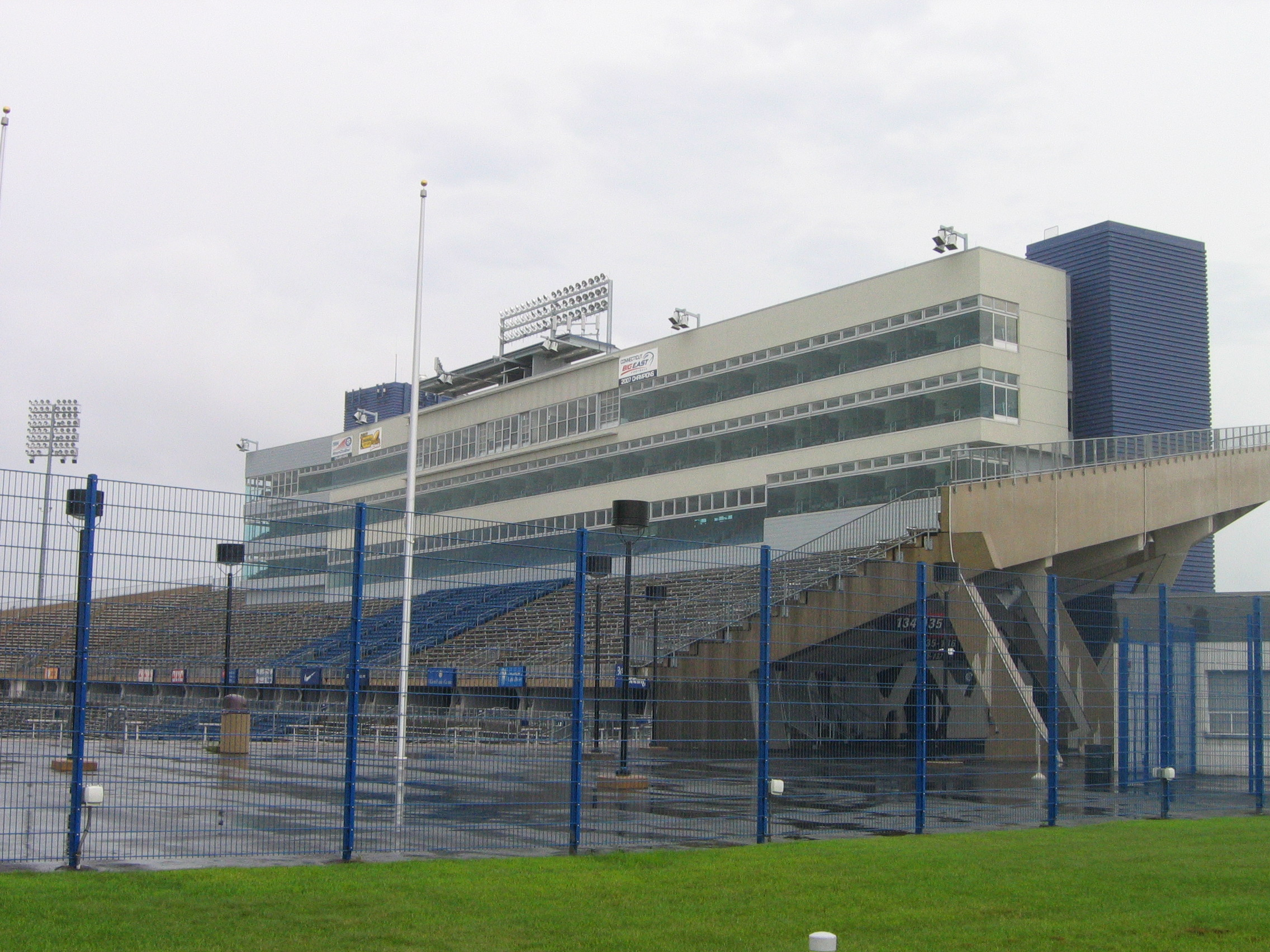

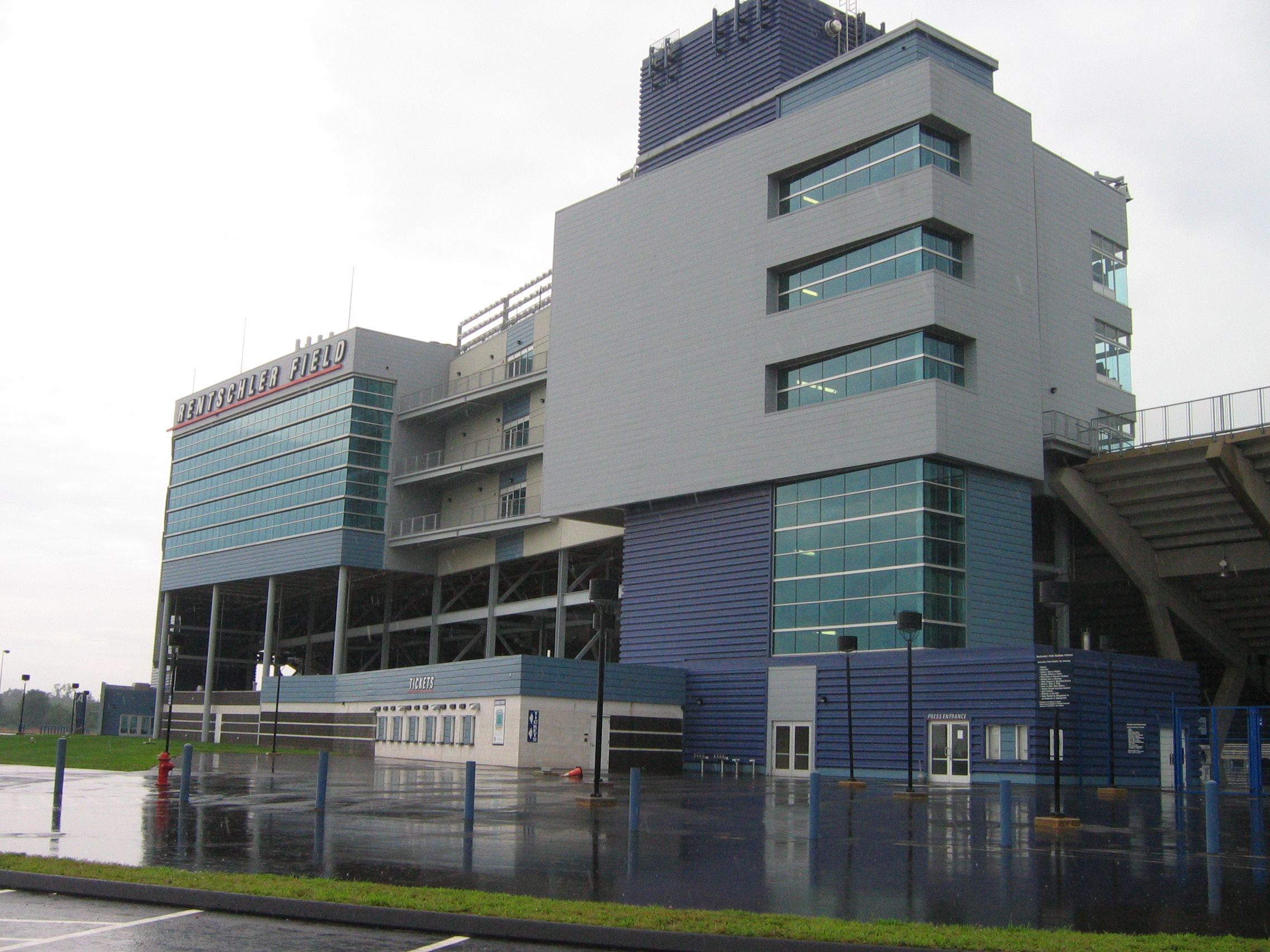

ورزشگاه رنتچلر فیلد (به انگلیسی: Rentschler Field) با ظرفیت ۴۰٬۰۰۰ نفر در شهر هارتفورد شرق ایالت کانتیکت واقع شده‌است. این ورزشگاه در تاریخ ۲۰۰۳ تاسیس شد و دارای زمین چمن می‌باشد.
معمار بنا شرکت الربی بکت است.